# 科林·莫奇里
科林·安德鲁·莫奇里（英語：/ˈmɒkri/，1957年11月30日—）是一位苏格兰出生的加拿大模仿喜剧演员，最为人熟知的是在节目《對台詞》中的表演。